# Gubin
Gubin (udtale: [ˈɡubʲin], tysk: Guben) er en by og en kommune (Gmina) i det vestlige Polen, der ligger i voivodskabet Lubusz (Województwo lubuskie) og har 16.114(2021) indbyggere og et areal på 		20,68 km². Den er administrationsby i powiatet (amt) Krośnieński.
Gubin ligger på højre bred af floden Lausitzer Neiße ved grænsen til Tyskland. Jernbane- og vejgrænseovergangene er forbundet med den tyske by Guben, hvoraf Gubin var den centrale og østlige del indtil opdelingen af byen med Oder-Neisse-linjen i 1945.

## Geografi
Gubin ligger ved sammenløbet af floderne Neisse og Lubsza. Den ligger på nationalvej 32, der fungerer som en ringvej for Gubin. Den starter ved grænseovergangen til Guben, løber til Krosno Odrzańskie og den regionale hovedstad Zielona Góra, og fører videre til nationalvej 5, der forbinder Wrocław og Poznań. Gubin har også en jernbanegrænseovergang på linjen fra Guben til Zbąszyń.
Af Gubins areal på 20,68 km2, bruges 61% til landbrugsformål og 5% bruges til skovbrug. Byen fylder 1,5 % af arealet af powiatet.

## Historie
Handelsbebyggelsen har eksisteret siden det 11. århundrede. I begyndelsen af det 11. århundrede blev det en del af tidlige polske stat under Boleslav 1. af Polen ([[]]), og senere faldt det til Mark Lausitz. Gubin begyndte at udvikle sig omkring 1200 som handels- og markedsplads på vejene mellem Leipzig og Poznań og mellem Görlitz og Frankfurt (Oder). Fra det 13. århundrede var det et centrum for tøjfremstilling og vinhandel. I begyndelsen af det 13. århundrede var det en del af Hertugdømmet Schlesien inden for det fragmenterede Piast-styrede Polen, og det blev nævnt under navnet Gubin i et dokument fra hertugen Henrik 1. i 1211.